# سباق الدراجات على الطريق للرجال 2018
سباق الدراجات على الطريق للرجال 2018 هي السباقات التي أقامها الاتحاد الدولي للدراجات في العام 2018 للرجال.

## بطولة العالم
بطولة العالم لسباق الدراجات على الطريق 2018 عقدت في إنسبروك في النمسا، خلال الفترة 22 حتى 30 سبتمبر 2018.
| السباق                 | التاريخ   | الفائز                       | الثاني               | الثالث                   | مرجع  |
| ---------------------- | --------- | ---------------------------- | -------------------- | ------------------------ | ----- |
| الطريق ضد الساعة للفرق | سبتمبر 23 | دكونيك كويك ستب              | سنويب                | بي إم سي راسينغ          | [ 3 ] |
| ضد الساعة              | سبتمبر 26 | روهان دنيس (أستراليا)        | توم دومولين (هولندا) | فكتور كامبنارتس (بلجيكا) | [ 4 ] |
| سباق الطريق            | سبتمبر 30 | أليخاندرو بالبيردي (إسبانيا) | رومان بارديه (فرنسا) | مايكل وودز (دراج) (كندا) | [ 5 ] |

## الطوافات الكبرى
| السباق            | التاريخ              | الفائز                              | الثاني               | الثالث                      | مرجع  |
| ----------------- | -------------------- | ----------------------------------- | -------------------- | --------------------------- | ----- |
| طواف إيطاليا 2018 | مايو 5–27            | كريس فروم (المملكة المتحدة)         | توم دومولين (هولندا) | ميغل أنغل لوبز (كولومبيا)   | [ 6 ] |
| طواف فرنسا 2018   | يوليو 7–29           | جيرانت توماس (المملكة المتحدة)      | توم دومولين (هولندا) | كريس فروم (المملكة المتحدة) | [ 7 ] |
| طواف إسبانيا 2018 | أغسطس 25 – سبتمبر 16 | سيمون ييتس (دراج) (المملكة المتحدة) | إنريك ماس (إسبانيا)  | ميغل أنغل لوبز (كولومبيا)   | [ 8 ] |

## طواف العالم للدراجات
كان موسم 2018 يحتوي نفس الأحداث نفسها التي كانت في عام 2017.
| السباق                              | التاريخ      | الفائز                            | الثاني                               | الثالث                         | مرجع   |
| ----------------------------------- | ------------ | --------------------------------- | ------------------------------------ | ------------------------------ | ------ |
| داون أندر 2018                      | يناير 16–21  | داريل إيمبي (جنوب أفريقيا)        | ريتشي بورت (أستراليا)                | توم جيلتا سلاتر (هولندا)       | [ 9 ]  |
| سباق كاديل ايفانز 2018              | يناير 28     | جاي مكارثي (أستراليا)             | إيليا فيفياني (إيطاليا)              | داريل إيمبي (جنوب أفريقيا)     | [ 10 ] |
| طواف أبو ظبي 2018                   | فبراير 21–25 | أليخاندرو بالبيردي (إسبانيا)      | ويلكو كيليرمان (هولندا)              | ميغل أنغل لوبز (كولومبيا)      | [ 11 ] |
| طواف نيوشبلاد 2018                  | فبراير 24    | مايكل فالغرين (الدنمارك)          | Łukasz Wiśniowski (بولندا)           | سيب فانمارك (بلجيكا)           | [ 12 ] |
| ستراد بينك 2018                     | مارس 3       | تيسج بنوت (بلجيكا)                | رومان بارديه (فرنسا)                 | فاوت فان آرت (بلجيكا)          | [ 13 ] |
| باريس-نيس 2018                      | مارس 4–11    | مارك سولير (إسبانيا)              | سيمون ييتس (دراج) (المملكة المتحدة)  | جوركا إيزاجير (إسبانيا)        | [ 14 ] |
| تيرينو ادرياتيكو 2018               | مارس 7–13    | ميكال كوياتكووسكي (دراج) (بولندا) | داميانو كاروسو (إيطاليا)             | جيرانت توماس (المملكة المتحدة) | [ 15 ] |
| ميلان-سان ريمو 2018                 | مارس 17      | فينتشينزو نيبالي (إيطاليا)        | كاليب إيوان (أستراليا)               | ارنو ديمار (فرنسا)             | [ 16 ] |
| فولتا كاتالونيا 2018                | مارس 19–25   | أليخاندرو بالبيردي (إسبانيا)      | نيرو كوينتانا (كولومبيا)             | بيير لاتور (فرنسا)             | [ 17 ] |
| إي ثري هاريل بيك 2018               | مارس 23      | نيكي تيربسترا (هولندا)            | فيليب جيلبير (بلجيكا)                | جريج فان أفرمت (بلجيكا)        | [ 18 ] |
| غنت-وفلجم 2018                      | مارس 25      | بيتر ساجان (سلوفاكيا)             | إيليا فيفياني (إيطاليا)              | ارنو ديمار (فرنسا)             | [ 19 ] |
| دفارز دور فلاندرز 2018              | مارس 28      | يفيس لامارت (بلجيكا)              | مايك تيونسين (هولندا)                | سيب فانمارك (بلجيكا)           | [ 20 ] |
| طواف فلاندرز 2018                   | أبريل 1      | نيكي تيربسترا (هولندا)            | مادس بيدرسن (الدنمارك)               | فيليب جيلبير (بلجيكا)          | [ 21 ] |
| طواف إقليم الباسك 2018              | أبريل 2–7    | بريمو روغيليتش (سلوفينيا)         | مايكل اندا (إسبانيا)                 | جون ازقيراي (إسبانيا)          | [ 22 ] |
| سباق باريس روبيه 2018               | أبريل 8      | بيتر ساجان (سلوفاكيا)             | سيلفان ديلير (سويسرا)                | نيكي تيربسترا (هولندا)         | [ 23 ] |
| سباق أمستل الذهبي 2018              | أبريل 15     | مايكل فالغرين (الدنمارك)          | رومان كريوزيجير (التشيك)             | إنريكو جاسباروتو (إيطاليا)     | [ 24 ] |
| فليش والون 2018                     | أبريل 18     | جوليان ألافيليب (فرنسا)           | أليخاندرو بالبيردي (إسبانيا)         | جيلي فانيندرت (بلجيكا)         | [ 25 ] |
| لييج-باستون-لييج 2018               | أبريل 22     | بوب جونهيلس (لوكسمبورغ)           | مايكل وودز (دراج) (كندا)             | رومان بارديه (فرنسا)           | [ 26 ] |
| طواف روماندي 2018                   | أبريل 24–29  | بريمو روغيليتش (سلوفينيا)         | إيغان بيرنال (كولومبيا)              | ريتشي بورت (أستراليا)          | [ 27 ] |
| إشبورن-فرانكفورت 2018               | مايو 1       | ألكسندر كريستوف (النرويج)         | مايكل ماثيوز (دراج) (أستراليا)       | أوليفر ناسن (بلجيكا)           | [ 28 ] |
| طواف كاليفورنيا 2018                | مايو 13-19   | إيغان بيرنال (كولومبيا)           | تجي فان جارد إرين (الولايات المتحدة) | دانييل مارتينيز (كولومبيا)     | [ 29 ] |
| كريثيديا دو دوفين 2018              | يونيو 3–10   | جيرانت توماس (المملكة المتحدة)    | آدم ييتس (دراج) (المملكة المتحدة)    | رومان بارديه (فرنسا)           | [ 30 ] |
| طواف سويسرا 2018                    | يونيو 9–17   | ريتشي بورت (أستراليا)             | جاكوب فوجلسانج (الدنمارك)            | نيرو كوينتانا (كولومبيا)       | [ 31 ] |
| رايد لندن 2018                      | يوليو 29     | باسكال أكرمان (ألمانيا)           | إيليا فيفياني (إيطاليا)              | جياكومو نيزولو (إيطاليا)       | [ 32 ] |
| طواف سان سيباستيان 2018             | أغسطس 4      | جوليان ألافيليب (فرنسا)           | باوك موليما (هولندا)                 | أنتوني رو (فرنسا)              | [ 33 ] |
| طواف بولندا 2018                    | أغسطس 4-10   | ميكال كوياتكووسكي (دراج) (بولندا) | سيمون ييتس (دراج) (المملكة المتحدة)  | تيبو بينو (فرنسا)              | [ 34 ] |
| طواف إينكو 2018                     | أغسطس 13-19  | ماتج موهوريك (سلوفينيا)           | مايكل ماثيوز (دراج) (أستراليا)       | تيم فيلانز (بلجيكا)            | [ 35 ] |
| أوروآيز الكلاسيكي 2018              | أغسطس 19     | إيليا فيفياني (إيطاليا)           | ارنو ديمار (فرنسا)                   | ألكسندر كريستوف (النرويج)      | [ 36 ] |
| Bretagne Classic Ouest-France       | أغسطس 26     | أوليفر ناسن (بلجيكا)              | مايكل فالغرين (الدنمارك)             | تيم فيلانز (بلجيكا)            | [ 37 ] |
| جائزة كيبيك الكبرى للدراجات 2018    | سبتمبر 7     | مايكل ماثيوز (دراج) (أستراليا)    | جريج فان أفرمت (بلجيكا)              | جاسبر ستوفين (بلجيكا)          | [ 38 ] |
| جائزة مونتريال الكبرى للدراجات 2018 | سبتمبر 9     | مايكل ماثيوز (دراج) (أستراليا)    | سوني كولبريلي (إيطاليا)              | جريج فان أفرمت (بلجيكا)        | [ 39 ] |
| طواف تركيا الرئاسي 2018             | أكتوبر 9-14  | إدوارد براديس (إسبانيا)           | أليكسي لوتزينكو (كازاخستان)          | ناثان هاس (أستراليا)           | [ 40 ] |
| طواف لومبارديا 2018                 | أكتوبر 13    | تيبو بينو (فرنسا)                 | فينتشينزو نيبالي (إيطاليا)           | ديلان تيونز (بلجيكا)           | [ 41 ] |
| طواف قوانغشي 2018                   | أكتوبر 16-21 | جياني موسكون (إيطاليا)            | فيليكس جروس شارتنر (النمسا)          | سيرجي تشيرنيتسكي (روسيا)       | [ 42 ] |

## طوافات الاتحاد العالمي للدراجات
| السباق                              | البطل الفردي                        | بطل الفرق                            | بطل الدول         |
| ----------------------------------- | ----------------------------------- | ------------------------------------ | ----------------- |
| نظام تصنيف الاتحاد الدولي للدراجات ‏ | أليخاندرو بالبيردي (إسبانيا)        | No team ranking                      | بلجيكا            |
| طواف العالم للدراجات 2018           | سيمون ييتس (دراج) (المملكة المتحدة) | دكونيك كويك ستب                      | No nation ranking |
| طواف أفريقيا للدراجات 2018          | Joseph Areruya (رواندا)             | Sovac–Natura4Ever                    | إرتريا            |
| طواف أمريكا للدراجات 2018           | جافين مانيون (الولايات المتحدة)     | UnitedHealthcare                     | كولومبيا          |
| طواف آسيا للدراجات 2018             | أليكسي لوتزينكو (كازاخستان)         | Kinan Cycling Team                   | كازاخستان         |
| طواف أوروبا للدراجات 2018           | هوغو هوفستيتر (فرنسا)               | انترمارشي وانتي جوبيرت ماتيرو        | بلجيكا            |
| طواف أوقيانوسيا للدراجات 2018       | كريس هاربر (دراج) (أستراليا)        | Bennelong SwissWellness Cycling Team | أستراليا          |

## تصنيف 2.HC
| السباق                  | التاريخ            | الفائز                            | الثاني                         | الثالث                               | مرجع   |
| ----------------------- | ------------------ | --------------------------------- | ------------------------------ | ------------------------------------ | ------ |
| طواف دبي 2018           | فبراير 6–10        | إيليا فيفياني (إيطاليا)           | ماغنوس كورت نيلسن (الدنمارك)   | سوني كولبريلي (إيطاليا)              | [ 43 ] |
| طواف عمان 2018          | فبراير 13–18       | أليكسي لوتزينكو (كازاخستان)       | ميغل أنغل لوبز (كولومبيا)      | جوركا إيزاجير (إسبانيا)              | [ 44 ] |
| Vuelta a Andalucía      | فبراير 14–18       | تيم فيلانز (بلجيكا)               | ووت بويلس (هولندا)             | مارك سولير (إسبانيا)                 | [ 45 ] |
| فولتا الغارف 2018       | فبراير 14–18       | ميكال كوياتكووسكي (دراج) (بولندا) | جيرانت توماس (المملكة المتحدة) | تجي فان جارد إرين (الولايات المتحدة) | [ 46 ] |
| طواف لانكاوي 2018       | مارس 18–25         | أرتيوم أوفتشكين (روسيا)           | Łukasz Owsian (بولندا)         | بنيامين ديبول (أستراليا)             | [ 47 ] |
| جيرو ديل ترينتينو 2018  | أبريل 16–20        | تيبو بينو (فرنسا)                 | دومينيكو بوزوفيفو (إيطاليا)    | ميغل أنغل لوبز (كولومبيا)            | [ 48 ] |
| طواف كرواتيا 2018       | أبريل 17–22        | كانستانتسين سيفتسوف (بيلاروسيا)   | بيتر وينينج (هولندا)           | يفغيني جيديتش (كازاخستان)            | [ 49 ] |
| أربعة أيام من دونكيرك   | مايو 8–13          | ديميتري كلايس (بلجيكا)            | أندريه جريبيل (ألمانيا)        | Oscar Riesebeek (هولندا)             | [ 50 ] |
| طواف النرويج 2018       | مايو 16–20         | إدوارد براديس (إسبانيا)           | ألكسندر كامب (الدنمارك)        | إيدفالد بواسون هاغن (النرويج)        | [ 51 ] |
| طواف ديف يغد 2018       | مايو 22–24         | مايكل ألباسيني (سويسرا)           | Bjorg Lambrecht (بلجيكا)       | بيم يجثارت (هولندا)                  | [ 52 ] |
| Baloise بلجيكا Tour     | مايو 23–27         | ينس كوكلاير (بلجيكا)              | جيلي فانيندرت (بلجيكا)         | ديون سميث (نيوزيلندا)                | [ 53 ] |
| Skoda-Tour de لوكسمبورغ | مايو 30 – يونيو 3  | أندريا باسكولون (إيطاليا)         | جان تراتنيك (سلوفينيا)         | Pit Leyder (لوكسمبورغ)               | [ 54 ] |
| طواف بحيرة تشينغهاي     | يوليو 22 – أغسطس 4 | هيرنان أغيري (كولومبيا)           | Hernando Bohórquez (كولومبيا)  | رادوسلاف روجينا (كرواتيا)            | [ 55 ] |
| طواف الوني 2018         | يوليو 28 – أغسطس 1 | تيم فيلانز (بلجيكا)               | كوينتن هيرمانز (بلجيكا)        | بيتر سيري (بلجيكا)                   | [ 56 ] |
| طواف الدنمارك 2018      | أغسطس 1–5          | فاوت فان آرت (بلجيكا)             | راسموس كواد (الدنمارك)         | لاسي نورمان هانسن (الدنمارك)         | [ 57 ] |
| طواف يوتا 2018          | أغسطس 6–12         | سيب كوس (الولايات المتحدة)        | بن هيرمانز (بلجيكا)            | جاك هايغ (أستراليا)                  | [ 58 ] |
| طواف برغش 2018          | أغسطس 7–11         | إيفان سوسا (كولومبيا)             | ميغل أنغل لوبز (كولومبيا)      | ديفيد دي لا كروز (إسبانيا)           | [ 59 ] |
| سباق النرويج 2018       | أغسطس 8–12         | سيرجي تشيرنيتسكي (روسيا)          | ماركوس هويلجارد (النرويج)      | كولن جويس (الولايات المتحدة)         | [ 60 ] |
| Colorado Classic        | أغسطس 16–19        | جافين مانيون (الولايات المتحدة)   | سيرجي تفيتكوف (رومانيا)        | هيو كارثي (المملكة المتحدة)          | [ 61 ] |
| طواف بريطانيا 2018      | سبتمبر 2–9         | جوليان ألافيليب (فرنسا)           | ووت بويلس (هولندا)             | بريمو روغيليتش (سلوفينيا)            | [ 62 ] |
| طواف هاينان             | أكتوبر 23–31       |                                   |                                |                                      | [ 63 ] |

## تصنيف 1.HC
| السباق                       | التاريخ   | الفائز                       | الثاني                      | الثالث                           | مرجع   |
| ---------------------------- | --------- | ---------------------------- | --------------------------- | -------------------------------- | ------ |
| طواف ألميريا                 | فبراير 11 | كاليب إيوان (أستراليا)       | داني فان بوبل (هولندا)      | تيموثي دوبونت (بلجيكا)           | [ 64 ] |
| تروفيو لايقويليا             | فبراير 11 | مورينو موزر (إيطاليا)        | باولو توتو (إيطاليا)        | Matteo Busato (إيطاليا)          | [ 65 ] |
| كرونا بروكسل                 | فبراير 25 | ديلان جروينويغن (هولندا)     | ارنو ديمار (فرنسا)          | سوني كولبريلي (إيطاليا)          | [ 66 ] |
| جي بي إندوستريا وأرتيجياناتو | مارس 4    | ماتج موهوريك (سلوفينيا)      | ماركو كانولا (إيطاليا)      | دافيد باليريني (إيطاليا)         | [ 67 ] |
| روند فان درينثي              | مارس 11   | František Sisr (التشيك)      | يجف دي بوندت (بلجيكا)       | Preben Van Hecke (بلجيكا)        | [ 68 ] |
| سباق نوكير كويرز             | مارس 14   | فابيو جاكوبسن (هولندا)       | أموري كابيو (بلجيكا)        | هوغو هوفستيتر (فرنسا)            | [ 69 ] |
| هاندزام الكلاسيكي            | مارس 16   | ألفارو هودج (كولومبيا)       | كريستوفر هالفورسن (النرويج) | باسكال أكرمان (ألمانيا)          | [ 70 ] |
| جائزة دينين الكبرى           | مارس 18   | كيني ديهاس (بلجيكا)          | هوغو هوفستيتر (فرنسا)       | جوليان دوفال (فرنسا)             | [ 71 ] |
| ثلاثة أيام من دي بان         | مارس 21   | إيليا فيفياني (إيطاليا)      | باسكال أكرمان (ألمانيا)     | جاسبر فيليبسين (بلجيكا)          | [ 72 ] |
| شيلدبرايش                    | أبريل 4   | فابيو جاكوبسن (هولندا)       | باسكال أكرمان (ألمانيا)     | كريستوفر لوليس (المملكة المتحدة) | [ 73 ] |
| برابانتس بييل                | أبريل 11  | تيم فيلانز (بلجيكا)          | سوني كولبريلي (إيطاليا)     | تيسج بنوت (بلجيكا)               | [ 74 ] |
| غروسر برايس ديس كانتونس أرجو | يونيو 7   | ألكسندر كريستوف (النرويج)    | فرانسيسكو جافازي (إيطاليا)  | ماركو كانولا (إيطاليا)           | [ 75 ] |
| دراجات بروكسل الكلاسيكية     | سبتمبر 1  | باسكال أكرمان (ألمانيا)      | جاسبر ستوفين (بلجيكا)       | توماس بودات (فرنسا)              | [ 76 ] |
| جي بي دي فورميس              | سبتمبر 2  | باسكال أكرمان (ألمانيا)      | ارنو ديمار (فرنسا)          | ألفارو هودج (كولومبيا)           | [ 77 ] |
| جي بي إيبانيس-فان بيتيجم     | سبتمبر 15 | Taco van der Hoorn (هولندا)  | هووب دين (هولندا)           | فريدريك فريزون (بلجيكا)          | [ 78 ] |
| سباق يوروميتروبول            | سبتمبر 22 | مادس بيدرسن (الدنمارك)       | جيمبي دراكر (لوكسمبورغ)     | أوليفر ناسن (بلجيكا)             | [ 79 ] |
| طواف مونستر                  | أكتوبر 3  | ماكس والشيد (ألمانيا)        | جون ديجينكولب (ألمانيا)     | Nils Politt (ألمانيا)            | [ 80 ] |
| طواف إيميليا                 | أكتوبر 6  | أليساندرو دي مارشي (إيطاليا) | ريغوبيرتو أوران (كولومبيا)  | ديلان تيونز (بلجيكا)             | [ 81 ] |
| طواف باريس                   | أكتوبر 7  | سورين كراغ أندرسن (الدنمارك) | نيكي تيربسترا (هولندا)      | بينوا كوسنيفروي (فرنسا)          | [ 82 ] |
| GP Bruno Beghelli            | أكتوبر 7  | باوك موليما (هولندا)         | كارلوس باربيرو (إسبانيا)    | مانويل بيليتي (إيطاليا)          | [ 83 ] |
| طواف فيرزين ‏                 | أكتوبر 9  | توم سكوجين (لاتفيا)          | تيبو بينو (فرنسا)           | بيتر كينو (المملكة المتحدة)      | [ 84 ] |
| ميلانو-تورينو                | أكتوبر 10 | تيبو بينو (فرنسا)            | ميغل أنغل لوبز (كولومبيا)   | أليخاندرو بالبيردي (إسبانيا)     | [ 85 ] |
| غران بيمونتي                 | أكتوبر 11 | سوني كولبريلي (إيطاليا)      | فلوريان سينيشال (فرنسا)     | دافيد باليريني (إيطاليا)         | [ 86 ] |
| كأس اليابان للدراجات         | أكتوبر 21 | Robert Power (أستراليا)      | Antwan Tolhoek (هولندا)     | ماتي بريشيل (الدنمارك)           | [ 87 ] |

## البطولات

### البطولات القارية
| البطولات                                     | السباق          | التاريخ    | الفائز                                        | الثاني                           | الثالث                       | مرجع   |
| -------------------------------------------- | --------------- | ---------- | --------------------------------------------- | -------------------------------- | ---------------------------- | ------ |
| البطولات الافريقيه · رواندا                  | Road race       | فبراير 18  | Amanuel Gebreigzabhier (إريتريا)              | Metkel Eyob (إريتريا)            | عز الدين اجاب (الجزائر)      | [ 88 ] |
| البطولات الافريقيه · رواندا                  | فردي ضد الساعة  | فبراير 15  | Mekseb Debesay (إريتريا)                      | Jean Bosco Nsengimana (رواندا)   | Joseph Areruya (رواندا)      | [ 89 ] |
| البطولات الافريقيه · رواندا                  | فريق ضد الساعة  | فبراير 14  | إرتريا                                        | رواندا                           | الجزائر                      | [ 90 ] |
| Pan American Championships · الأرجنتين       | سباق الطريق     | مايو 6     | خوان سباستيان مولانو (كولومبيا)               | ماكسيميليانو ريتشيزي (الأرجنتين) | Cristopher Mansilla (تشيلي)  | [ 91 ] |
| Pan American Championships · الأرجنتين       | فردي ضد الساعة  | مايو 3     | والتر فارغاس (كولومبيا)                       | روبين راموس (الأرجنتين)          | مانويل روداس (غواتيمالا)     | [ 92 ] |
| بطولة آسيا للدراجات ‏ · ميانمار               | Road race       | فبراير 12  | يوسف مرزا بني حماد (الإمارات العربية المتحدة) | فومييوكي بيبو (اليابان)          | مهدي سهرابي (إيران)          | [ 93 ] |
| بطولة آسيا للدراجات ‏ · ميانمار               | فردي ضد الساعة  | فبراير 10  | Cheung King Lok (هونغ كونغ)                   | Choe Hyeong Min (كوريا الجنوبية) | أرفين معظمي (إيران)          | [ 94 ] |
| بطولة آسيا للدراجات ‏ · ميانمار               | Team time trial | فبراير 8   | اليابان                                       | إيران                            | هونغ كونغ                    | [ 95 ] |
| بطولة أوروبا للدراجات 2018 · المملكة المتحدة | Road race       | أغسطس 5-12 | ماتيو ترينتين (إيطاليا)                       | ماثيو فان دير بيل (هولندا)       | فاوت فان آرت (بلجيكا)        | [ 96 ] |
| بطولة أوروبا للدراجات 2018 · المملكة المتحدة | فردي ضد الساعة  | أغسطس 5-12 | فكتور كامبنارتس (بلجيكا)                      | جوناثان كاستروفيجو (إسبانيا)     | ماكسيميليان شاخمان (ألمانيا) |        |
| بطولة أوقيانوسيا للدراجات · أستراليا         | Road race       | مارس 25    | كريس هاربر (دراج) (أستراليا)                  | جيمس ويلان (أستراليا)            | Cyrus Monk (أستراليا)        | [ 97 ] |
| بطولة أوقيانوسيا للدراجات · أستراليا         | فردي ضد الساعة  | مارس 23    | هاميش بوند (نيوزيلندا)                        | شون لاك (أستراليا)               | James Ogilvie (أستراليا)     | [ 98 ] |

## الفرق

### فرق عالمية
منحت الاتحاد الدولي للدراجات الترخيص للفرق الثمانية عشر التالية:
- أوريكا سكوت
- فريق البحرين ميريدا للدراجات الهوائية
- لوتو سودال
- دكونيك كويك ستب
- أيه إل أم
- إف دي جي
- بورا–هانسغروه
- سنويب
- فريق سكاي
- فريق أستانا
- فريق جومبو-فيسما
- دايمنشن داتا
- موفيستار (فريق)
- كاتوشا
- فريق الإمارات
- بي إم سي راسينغ
- إي أف إديوكيشن نيبو
- تريك سيغافريدو